# Diplodo
Diplodo – japońsko-amerykańsko-francuski serial animowany w reżyserii Junnichi Iioka i Bruno Bianchi ego, wyprodukowany w 1987 roku przez Bandai-C&D. Początkowo błędnie nazywany: Diplodarianie (powinno być: Diplodorianie).

## Fabuła
Planeta Ziemia z trzeciego wymiaru ma swoją bliźniaczkę w czwartym wymiarze – Diplodorianrex, zamieszkałą przez potomków dinozaurów. Na Ziemi wyginęły, lecz tam przetrwały i wyewoluowały. Z czasem stawały się coraz mniejsze, ale rozwinęły nowoczesną cywilizację. Niestety, w ich galaktyce pojawił się Wielki Mag, który chciał nią zawładnąć. Diplodorianom udało się go schwytać i uwięzić na Diplodorianrex. Na wolności pozostali jego oddani wojownicy – Zauradianie, z którymi Wielki Mag porozumiewa się telepatycznie. Chcą oni uwolnić swojego dowódcę, ale planeta Diplodorian posiada pole siłowe nazwane Domolux, uniemożliwiające atak. Aby zniszczyć Diplodorian i móc znowu zawładnąć galaktyką, Wielki Mag chce zniszczyć Ziemię, ponieważ cokolwiek zdarzy się tutaj, na Diplodorianrex wystąpi zjawisko odwrotne (np. na Ziemi upał, na Diplodorianrex – mróz). Do realizacji zadania zatrudnił człowieka Santosa, którego przekonał obietnicą nieskończonej władzy. Diplodorianie przybywają na Ziemię, by powstrzymać Santosa i armię Zauradian przed zniszczeniem planety. Zaprzyjaźniają się tu z dwójką dzieci – Piotrusiem i Joasią i wspólnie walczą z wysłannikami Wielkiego Maga.

## Odcinki
- Serial składa się z 24 odcinków.
- W Polsce serial był emitowany od 14 kwietnia 1992 do 30 czerwca 1992 roku na kanale TVP2. Później nadawany był na antenach TVN, Fox Kids i Jetix Play.
- Serial pojawił się w Jetix Play po raz pierwszy 5 lutego 2005 roku (odcinki 1-13).
- W Jetix Play pomijane były 2 odcinki (3 i 12).

### Spis odcinków
| Premiera odcinka | N/o | Polski tytuł             | Angielski tytuł          |
| ---------------- | --- | ------------------------ | ------------------------ |
|                  |     |                          |                          |
| SERIA PIERWSZA   |     |                          |                          |
|                  |     |                          |                          |
| 14.04.1992       | 01  | Diplodorianie przybywają | Enter the Diplodorians   |
|                  |     |                          |                          |
| 21.04.1992       | 02  | Tajemnicza zaraza        | The Hunger Sickness      |
|                  |     |                          |                          |
| 28.04.1992       | 03  | Bunt maszyn              | The Attack of Appliances |
|                  |     |                          |                          |
| 05.05.1992       | 04  | Świetlna pułapka         | Red, Yellow, Green       |
|                  |     |                          |                          |
| 12.05.1992       | 05  | Dziwny Diplodorianin     | To Catch A Spy           |
|                  |     |                          |                          |
| 19.05.1992       | 06  | Susza                    | Who Turned Up The Heat?  |
|                  |     |                          |                          |
| 26.05.1992       | 07  | Duże dzieci              | The Generation Gap       |
|                  |     |                          |                          |
| 02.06.1992       | 08  | Operacja: Deszczyk       | It’s A Small World       |
|                  |     |                          |                          |
| 09.06.1992       | 09  | Koń trojański            | The Trojan Horse         |
|                  |     |                          |                          |
| 16.06.1992       | 10  | Wielki mróz              | Deep Freeze              |
|                  |     |                          |                          |
| 23.06.1992       | 11  | Czarna dziura            | Blackballed              |
|                  |     |                          |                          |
| 30.06.1992       | 12  | Zamiana głosów           | Trading Voices           |
|                  |     |                          |                          |
|                  | 13  | Machina czasu            | Time Out                 |
|                  |     |                          |                          |
|                  | 14  | Nowy podstęp Santosa     | Soft on Santos           |
|                  |     |                          |                          |
|                  | 15  | Pechowe zdjęcie          | Sinister Snap Shots      |
|                  |     |                          |                          |
|                  | 16  | Nauka latania            | Time In It’s Flight      |
|                  |     |                          |                          |
|                  | 17  | Wesołe miasteczko        | Far-away Places          |
|                  |     |                          |                          |
|                  | 18  | Noc i dzień              | Night and Day            |
|                  |     |                          |                          |
|                  | 19  | Z góry na dół            | Down Side Up             |
|                  |     |                          |                          |
|                  | 20  | Afera w ZOO              | The Human Zoo            |
|                  |     |                          |                          |
|                  | 21  | Chrupiący problem        | Deadly Potato Chips      |
|                  |     |                          |                          |
|                  | 22  | Słaby punkt widzenia     | Those Melting Look       |
|                  |     |                          |                          |
|                  | 23  | Latające drzewa          | Floating on Air          |
|                  |     |                          |                          |
|                  | 24  | Pożegnanie               | Bon Appetit, Bon Voyage  |
|                  |     |                          |                          |

## Opisy wybranych odcinków
- Odcinek 1: Diplodorianie przybywają
Podczas zabawy, Piotrek gubi piłkę z powodu nagłego wstrząsu ziemi. Wraz z Joaśką próbuje ją odnaleźć. Razem odkrywają rozbity diplodoriański statek i jego nieprzytomnych pasażerów, którym pomagają wrócić do zdrowia. Wdzięczni Diplodorianie wtajemniczają dzieci w swoją misję. Następnie wspólnie powstrzymują Santosa przed zalaniem ziemi deszczową machiną.
- Odcinek 2: Tajemnicza zaraza
Santos próbuje zagłodzić Diplodorian na śmierć. Otwiera na Ziemi sieć piekarni, w których dodaje do chleba specyfik wzmagający głód. Ludzie zaczynają zjadać co popadnie, a Diplodorianie chorują. Razem z Piotrkiem i Joasią muszą zniszczyć piekarnię Santosa i podać ludziom lekarstwo.
- Odcinek 3: Bunt maszyn
Sprzęty domowe ożyły i zaczęły atakować ludzi. Spowodował to Santos, który z pomocą profesor Tishiby skonstruował w ukrytym laboratorium specjalny nadajnik. Diplodorianie odkrywają go i niszczą.
- Odcinek 4: Świetlna pułapka
Po raz kolejny Santos chce zniszczyć Ziemię. Konstruuje światła drogowe, które powodują u ludzi zmianę nastroju. Wszyscy przybierają barwy tych świateł: czerwoni ludzie stają się agresywni, pomarańczowi – bardzo radośni, a zieloni – smutni. Tymczasem mieszkańcy Diplodorianrex szarzeją i obojętnieją. Razem z Piotrkiem i Joaśką odkrywają, że przyczyną takiego zachowania jest wielki latający pryzmat Santosa, który rozszczepia światło słoneczne na te trzy barwy. Jeśli go zniszczą, wszystko wróci do normy.
- Odcinek 5: Dziwny Diplodorianin
Podczas spaceru w lesie, Piotrek i Joaśka znajdują samotnego i nieprzytomnego Diplodorianina, którego nigdy dotąd nie widzieli. Zabierają go do domu i leczą. Nazywa się Czyścik Miotełka i bardzo dziwnie zachowuje. Dzieci postanawiają powiadomić Diplodorian. Okazuje się, że był to podstęp Santosa, który umożliwił mu kradzież statku Diplodorian. Czyścik zamienia się w robota wojennego Zauradian, ale Diplodorianom udaje się go pokonać. Natomiast Santosowi nie udało się uruchomić statku i w dodatku przez pomyłkę teleportował się na czynny wulkan. W tym odcinku jako lampka pojawia się Inspektor Gadżet.
- Odcinek 6: Susza
Na Ziemi ma miejsce ogromna susza i upał, a na Diplodorianrex jest nieznośny mróz. To oczywiście wina Santosa, który wraz z profesorem Kinolem wytworzył na powierzchni Ziemi Słońce zasilane nowo odkrytym minerałem, fluoridanem. Diplodorianie muszą powstrzymać Santosa i zniszczyć ognistą kulę, zanim ich planeta do reszty zamarznie.
- Odcinek 7: Duże dzieci
Dorośli na całej planecie zamieniają się w dzieci. Diplodorianie są pewni, że to sprawka Santosa. Odkrywają, że Santos skaził wodę wirusem zdziecinnienia. Po raz kolejny w tym odcinku, na ekranie telewizora pojawia się Inspektor Gadżet.
- Odcinek 8: Operacja: Deszczyk
W trzecim wymiarze ludzie maleją, a w czwartym wymiarze diplodorianie rosną jak olbrzymy. Winny jest Santos, który skonstruował deszczową machinę. To właśnie wytwarzany przez nią deszcz powoduje malenie ludzi. Przyjaciele niszczą machinę i ratują świat. W tym odcinku pojawia się Inspektor Gadżet na kartce z papieru.
- Odcinek 9: Koń trojański
Wszystkie dzieła sztuki zniknęły. Nawet w kinach widzowie mogą podziwiać tylko pustą scenografię. Powoduje to chaos i kłótnie na całej Ziemi. Diplodorianie natomiast toną w ziemskich dziełach sztuki. Domyślają się, że to sprawka Santosa. Razem z Piotrkiem i Joasią przenoszą się na Diplodorianrex i z pomocą ożywionych rzeźb i obrazów pokonują Zauradian.
- Odcinek 10: Wielki mróz
Tym razem na Diplodorianrex panuje wielki upał, a w trzecim wymiarze jest mróz. To Santos zamraża Ziemię ogromną lodówką. Bohaterowie ruszają do akcji, by ją zniszczyć. Na końcu tego odcinka, na ekranie telewizora, pojawia się Łebski Harry.
- Odcinek 11: Czarna dziura
Santos konstruuje na biegunie czarną dziurę, której zadaniem ma być zmniejszenie Ziemi. Gdy Piotrek i Joaśka zauważają powiększanie się Księżyca, wzywają na pomoc Diplodorian. Przybywa z nimi bratanek Dziurkacza, Gumek. Okazuje się, że to Ziemia się kurczy; Diplodorianrex natomiast bardzo szybko rośnie. Przyjaciele muszą szybko zniszczyć przyrządy Santosa.
- Odcinek 12: Próba głosu
Zwierzęta zaczęły wydawać zupełnie niezwierzęce dźwięki: syreny policyjnej, klaksonu. Wszystko wydaje niewłaściwe odgłosy. Diplodorianie, którzy w ogóle stracili głosy, domyślają się, że to kolejna intryga Santosa. Konstruują wielką antenę, którą wysyłają sygnał do satelity powodującego pomieszanie dźwięków i niszczą go.
- Odcinek 13: Machina czasu
W trzecim wymiarze czas staje w miejscu, zaś w czwartym wymiarze czas biegnie w zastraszającym tempie. Wiąże się to z prezentem urodzinowym dla Wielkiego Maga – jego uwolnieniem! Na szczęście zanim to nastąpi, bohaterowie zdołają zniszczyć wynalazek Santosa (w trakcie przenosząc się kilka razy w czasie) i uratować Ziemię.
- Odcinek 23: Latające drzewa
Wszystkie drzewa na Ziemi zaczęły unosić się w powietrzu. Diplodorianie są przekonani, że to nowa sprawka Santosa i Zauradian. Piotrek i Joaśka oraz diplodorianie muszą powstrzymać Santosa za wszelką cenę i uratować unoszące się drzewa.